# Ácscincér
Az ácscincér (Ergates faber) a rovarok (Insecta) osztályának a bogarak (Coleoptera) rendjébe, ezen belül a mindenevő bogarak (Polyphaga) alrendjébe és a cincérfélék (Cerambycidae) családjába tartozó faj.

## Előfordulása
Az ácscincér Közép-Európa keleti részén található meg. Korábban az elterjedési területe jóval messzebb húzódott nyugat felé, ma az Elba vonalától nyugatra már ritka. Nálunk a nyugati határszél fenyveseiben él.

## Megjelenése
Az ácscincér 6 centiméteres hosszúságával egyik legnagyobb és legismertebb cincérünk. A két nem jól megkülönböztethető: a nőstény csápjának hosszúsága alig éri el a testhossz felét, míg a hím csápja az állat egész testénél messzebbre nyúlik. A nőstény előtora kisebb és szemcsézettebb, a hímé nagyobb és felülete egyenletesebb.

## Életmódja
Az ácscincér kiterjedt erdeifenyvesekben él, ahol idős fák is vannak.

## Szaporodása

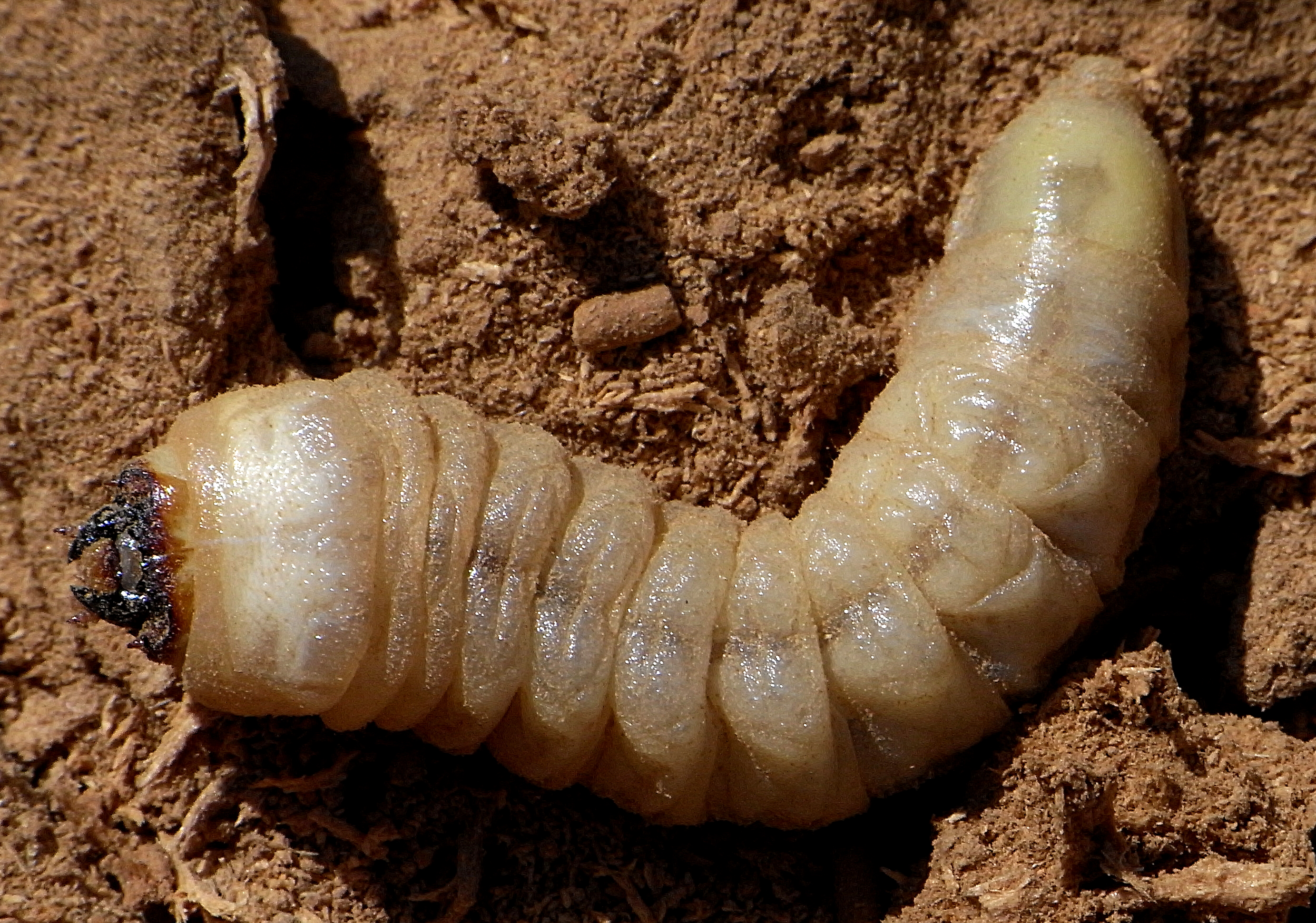
Lárvája akár 8 centiméteres is lehet

A bogarak júliustól szeptember végéig a szürkületi órákban repülnek virágokra és öreg erdeifenyőkre. A nőstény a kéreg alá rakja le 200−300 tojását, melyek közül kevés éri el a bogárállapotot, mivel kifejlődésük 4 évet igényel. A lárvák akár 8 centiméter hosszúra is megnőnek. A farészekbe járatokat fúrnak. A lárvák a fa rostjaival táplálkoznak.